# Villa Contarini Donà Priuli
Villa Contarini Donà Priuli è una villa veneta situata a Dolo, lungo la Riviera del Brenta.

## Descrizione
La villa è situata lungo la riva destra del nuovo corso del naviglio Brenta in prossimità delle attuali conche per la navigazione di Dolo, che con uno scavo relativamente recente hanno sostituito quelle storiche, ormai interrate dagli inizi del XX secolo.
La costruzione si presenta come un importante complesso dall'aspetto architettonico eterogeneo composto da tre nuclei edilizi dai quali si percepisce in maniera evidente che l'intera villa è stata realizzata in momenti successivi.
La porzione longitudinale centrale dell'edificio è la parte più antica della villa, probabilmente seicentesca, che con linee sobrie e fasce marcapiano si sviluppa su due livelli con aperture simmetriche sul fronte, arricchite da archivolti ad arco ribassato posti sopra le finestre del primo piano.
A questo edificio si affianca un secondo edificio leggermente più alto composto da tre piani che espone una sopraelevazione successiva all'ala più antica della quale cerca comunque di ripetere l'iniziale aspetto architettonico.
Ma è il notevole oratorio posto verso est rispetto al palazzo centrale, dedicato a San Giacomo e che dà il nome a tutta la villa, che valorizza artisticamente l'intero complesso: di pianta ottagonale e servito da una ripida scalinata è accessibile da un ingresso architravato con timpano, mentre nella parte posteriore si erge un campanile a cella, inusuale per gli oratori.
L'oratorio è di tipo pubblico, cioè aperto al culto non solo dei patrizi proprietari e dei loro lavoratori agricoli, ma anche ai devoti di passaggio.
L'attuale oratorio è stato costruito sopra una preesistente chiesetta come conseguenza di grandi lavori di rappresentanza voluti dalla famiglia Priuli per dare maggiore importanza e visibilità al complesso.
Nel retro, il comprensorio è completato dalla presenza di barchesse, fienile e altre strutture agricole inserite in un giardino composto da alberi secolari nel quale è interessante la presenza di una peschiera tuttora funzionante che curiosamente, ad ogni stagione, ancora ripopola di pesci d'acqua dolce i fossi del circondario che l'alimentano. 
Un residuo cono panoramico negli estesi campi retrostanti alla villa ancora preserva il ricordo della rilevante attività agricola che qui veniva svolta nel passato.